# Ян Карлссон (велогонщик)
Ян Карлссон  (швед. Jan Karlsson, 8 лютого 1966) — шведський велогонщик, олімпійський медаліст.

## Виступи на Олімпіадах
| Олімпіада      | Дисципліна                         | Місце  |
| -------------- | ---------------------------------- | ------ |
| Сеул 1988      | командна гонка на 100 км           | 3      |
| Барселона 1992 | командна гонка на 100 км           | участь |
| Атланта 1996   | шосейна гонка з роздільним стартом | 18     |

## Зовнішні посилання
- Досьє на sport.references.com [Архівовано 3 лютого 2013 у Wayback Machine.]